# NGC 4546
NGC 4546 é uma galáxia elíptica (E/SB0) localizada na direcção da constelação de Virgo. Localizada a 45,6 milhões de anos-luz de distância com uma massa estelar de cerca de 27 bilhões de massas solares. Ela possui uma declinação de -03° 47' 35" e uma ascensão recta de 12 horas, 35 minutos e 29,5 segundos.  A galáxia NGC 4546 foi descoberta em 29 de Dezembro de 1786 por William Herschel.

## Aglomerados globulares
Nas últimas décadas, o estudo de sistemas de aglomerados globulares (GC) concentrou-se na análise fotométrica do sistema de aglomerados globulares associado à galáxia lenticular NGC 4546 para caracterizar e investigar a história evolutiva do sistema como um todo.
Os astrônomos mediram a fotometria de 350 candidatos a GC na NGC 4546, obtendo distribuições de cores integradas, perfis de densidade e distribuições azimutais. Eles descobriram que a população total de aglomerados globulares foi estimada em cerca de 390, assumindo que o comprimento máximo do sistema de GC desta galáxia seja de 163.000 anos-luz. Além disso, a frequência específica, definida como o número total de GCs por unidade de luminosidade da galáxia hospedeira, foi encontrada em um nível de aproximadamente 3,3.
Os astrônomos também detectaram extensas regiões irregulares de poeira que se estendem por cerca de 19.500 anos-luz ao longo do semi-eixo principal de NGC 4546. Os astrônomos supõem que essas estruturas são indicativas de um evento de fusão ou interação no passado recente com um objeto de massa menor que a galáxia.